# Tecuja Tocuka
Tecuja Tocuka (* 24. duben 1961) je bývalý japonský fotbalista.

## Klubová kariéra
Hrával za Verdy Kawasaki, Hitachi.

## Reprezentační kariéra
Tecuja Tocuka odehrál za japonský národní tým v letech 1980–1985 celkem 18 reprezentačních utkání.

## Statistiky
| Japonsko | Japonsko | Japonsko |
| Roky     | Záp.     | Góly     |
| -------- | -------- | -------- |
| 1980     | 4        | 0        |
| 1981     | 8        | 0        |
| 1982     | 4        | 3        |
| 1983     | 0        | 0        |
| 1984     | 0        | 0        |
| 1985     | 2        | 0        |
| Celkem   | 18       | 3        |